# پویایی کلیو

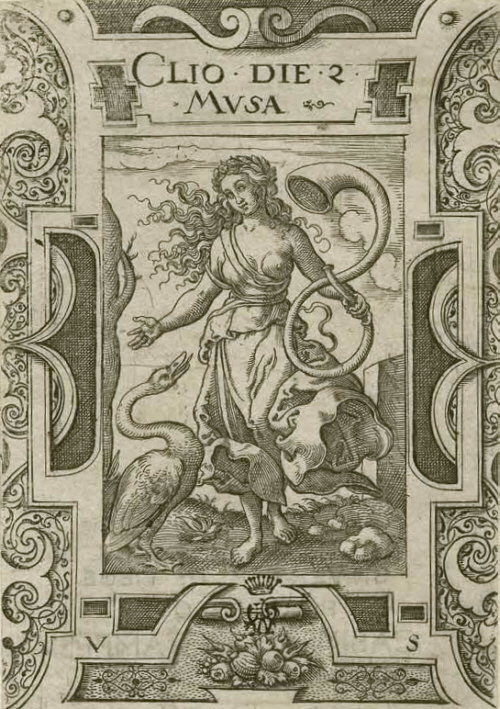
کلیو -موز تاریخ بهمراه ترومپت

پویایی‌شناسی کلان‌روندهای تاریخی (Cliodynamics) یا به اختصار پویایی‌شناسی تاریخ (پویایی کلیو)، مبحثی فرارشته‌ای‌ای است که بصورت کلی با هدف یکپارچه سازی رویکردهای زمینه‌های مختلفی مانند تکامل فرهنگی، تاریخ اقتصادی و جامعه‌شناسی کلان به مطالعه آن‌ها پرداخته و سعی در مدل‌سازی ریاضی فرآیندهای تاریخی در بستر کلان و جمع‌آوری، صورت‌بندی و تحلیل مجموعه (پایگاه) داده‌های تاریخی دارد. تلاش اصلی این مبحث بر کمّی‌سازی تاریخ و مخصوصا جنبه‌های اجتماعی و اقتصادی آن است.
بصورت کلی و در مباحث میان‌رشته‌ای، پویایی‌شناسی به مطالعه فرآیندهایی ای اطلاق میشود که با گذر زمان تغییر می‌کند (رجوع شود به پویایی‌شناسی سیستم‌ها).

## ریشه‌شناسی واژه
پویایی کلیو نامی است که برگرفته‌ای واژهٔ کلیو (اسطوره) و واژهٔ پویایی (دینامیک) است. کلیو یکی از نه موز (اسطوره) مشهور است.

## خاستگاه
این واژه نخستین بار توسط پیتر تورچین(به انگلیسی: Peter Turchin) در سال ۲۰۰۳ بکار برده شد و اشکالی از آن را می‌تواند در آثار ابن خلدون، جک گلدستون، رندال کالینز(به انگلیسی: Randall Collins)، جان کملوس(به انگلیسی: John Komlos)، سرگی نفدوف(به انگلیسی: Sergey Nefedov) و آندری کاراطایف مشاهده کرد.

## مدل ریاضی و پویایی تاریخ
بیشتر پروسه‌های تاریخی پویا هستند، یعنی در گذر زمان تغییر می‌کنند. همگام با قبض و بسط ملت ها؛ جمعیت‌های کاهش یا افزایش می‌یابند، اقتصاد شکوفا شده یا کاسد می‌شود. برای درک بهتر از این رویکرد یک پدیدهٔ جامع را در نظر بگیرید، رویکرد پویایی کلیو پدیده را به بخش‌های مجزا از هم تقسیم کرده و تلاش می‌کند یک مدل جهت نمودار کردن کنش‌های این سامانه ارائه دهد. این مدل نشان خواهد داد که هر یک از این بخش‌ها چگونه با یکدیگر تعامل خواهند داشت. این بخش‌ها همان زیرسامانه‌ها در نظریه سامانه‌ها هستند؛ و این مدل نیز درست مانند نظریه سامانه‌ها جهان را مجموعه‌ای از سیستم‌های کنشگر می‌بیند.

مدل ریاضی بدست آمده از اعمال رویکرد بالا، سنگ بنای مطالعات بعدی و فرضیه‌هایی که رد یا اثبات خواهند شد قرار می‌گیرد. این روش (مدل سازی) باعث می‌شود تا یافته‌های تاریخی بر روی شالوده‌ای از ریاضی بررسی شوند و تئوری‌های تاریخی مرجعی قدرتمند مانند یک مدل ریاضی برای رد یا اثبات داشته باشند.
این رویکردی است که پویایی کلیو برای مطالعه تاریخ توصیه می‌کند. ایزاک آسیموف نیز رویکرد مشابه‌ای با نام سایکوهیستوری بنا نهاده بود که پایهٔ بخشی از داستان‌های تاریخی اش قرار گرفت.

## مطالعه بیشتر
- بین الریاضیات والتاریخ ونهایة الأمم!